# James Ferguson (astronom)
| Odkryte planetoidy: 3 | Odkryte planetoidy: 3 |
| --------------------- | --------------------- |
| (31) Euphrosyne       | 1 września 1854       |
| (50) Virginia         | 4 października 1857   |
| (60) Echo             | 14 września 1860      |

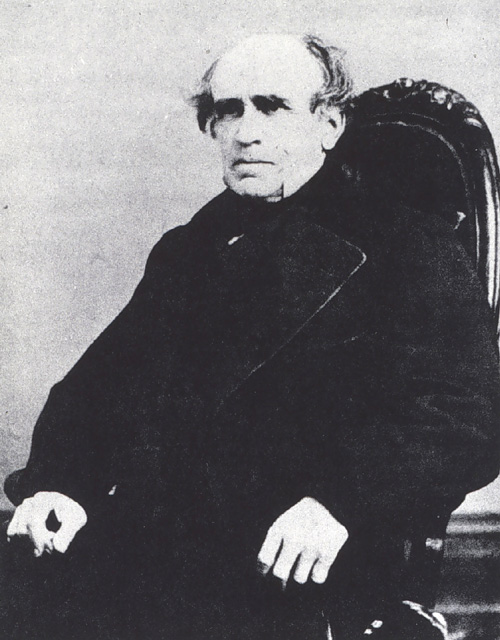
James Ferguson

James Ferguson (ur. 31 sierpnia 1797, zm. 26 września 1867) – amerykański astronom i inżynier urodzony w Szkocji, odkrywca trzech planetoid, był pierwszą osobą, która odkryła planetoidę prowadząc obserwacje z terenu Stanów Zjednoczonych. Jego imieniem nazwano planetoidę (1745) Ferguson.